# Rally Rías Bajas de 1972
El Rally Rías Bajas de 1972, oficialmente 10.º Rallye Internacional a Las Rías Bajas, fue la décima edición y la duodécima cita de la temporada 1972 del Campeonato de España de Rally. Se celebró del 10 al 12 de agosto y contó con un recorrido de 766 km totales y varias pruebas complementarias que sumaban unos 228 km cronometrados.

## Clasificación final
| Pos. | Piloto                           | Copiloto         | Automóvil                | Puntos  | Diferencia |
| ---- | -------------------------------- | ---------------- | ------------------------ | ------- | ---------- |
| 1.   | Estanislao Reverter              | Antonio Reverter | Alpinche                 | 7.087,6 | 0.0        |
| 2.   | Salvador Cañellas                | Daniel Ferrater  | SEAT 124                 | 7.135,6 |            |
| 3.   | Marc Etchebers                   | Enrique de Sauto | Porsche 911 S            | 7.160,8 |            |
| 4.   | Jorge Bäbler                     | José Adell       | SEAT 124                 | 7.243   |            |
| 5.   | Juan Carlos García de la Rasilla | Ignacio Lewin    | Renault 8 TS             | 7.344   |            |
| 6.   | Humberto Rodríguez               | Julio Orozco     | Porsche 911 R            | 7.395   |            |
| 7.   | Francisco Alemany                | Moncho           | Opel Kadett Rallye       | 7.584   |            |
| 8.   | Antonio Zanini                   | «Tico»           | Simca 1000 Rallye        | 7.685   |            |
| 9.   | Santiago Salido Rico             | Moreno           | Alpine-Renault A110 1300 | 7.873   |            |
| 10.  | «Romulus»                        | «Octavie»        | Mazda RX-2               | 8.092   |            |